# Kapuschongskriktrast
Kapuschongskriktrast (Turdoides atripennis) är en fågel i familjen fnittertrastar inom ordningen tättingar.

## Utseende
Kapuschongskriktrasten är en 21-24 cm lång, kraftig, knubbig och kortstjärtad skriktrast. Fjäderdräkten är svartaktig till rödbrun med grått huvud och gräddgul näbb.

## Utbredning och systematik
Kapuschongskriktrast delas in i tre underarter i två grupper:
- atripennis/haynesi-gruppen
  - atripennis – förekommer från Gambia till Elfenbenskusten
  - rubiginosus – förekommer från Elfenbenskusten till södra Nigeria
- bohndorffi – förekommer i nordöstra Demokratiska republiken Kongo och västra Uganda

Sedan 2016 urskiljer Birdlife International taxonen rubiginosus och bohndorffi som egna arter, "svartkronad kapuschongskriktrast" och "gråhättad kapuschongskriktrast".

### Släktestillhörighet
Kapuschongskriktrasten placeras traditionellt i släktet Phyllanthus. DNA-studier visar dock att skriktrastsläktet  Turdoides är parafyletiskt visavi Phyllanthus och Kupeornis. Olika auktoriteter behandlar dessa resultat på olika vis. Vanligen bryts en grupp med huvudsakligen asiatiska skriktrastar ut från Turdoides till det egna släktet Argya, medan Kupeornis och Phyllanthus inkorporeras i Turdoides i begränsad mening. BirdLife International har dock valt att behålla dessa två som egna släkten.

## Levnadssätt
Kapuschongskriktrasten hittas i städsegrön lövskog, framför allt i undervegeratation, täta snår och lummig flodnära växtlighet. Den kan också hittas i ursprungliga bergsskogar och ungskog, ibland också i skuggiga trädgårdar. Arten uppträder i ljudliga flockar om fyra till tolv fåglar, ibland dock i par. Födan består av ryggradslösa djur som myror, men även små groddjur och frön.

### Häckning
Kaspuschongskriktrastens häckningsperiod varierar geografiskt, men verkar kunna häcka året runt i Demokratiska republiken Kongo. Boet är en stor och slarvigt byggd skål av mossa och döda löv. Det placeras i ett sly, en buske eller oljepalm tre till 4,5 meter ovan mark. Däri lägger den två ljusblå ägg. Arten boparasiteras av strimmig skatgök.

## Status
IUCN hotbedömer alla tre underarter (eller arter) var för sig, '’atripennis som sårbar, rubiginosus som nära hotad och bohndorffi som livskraftig.